# Río Bani
El río Bani es un afluente del Níger que fluye por el este de Malí. El río confluye con el Níger cerca de la ciudad de Mopti, en la región homónima. Pasa por la ciudad de Djenné, a la que convierte en una isla cada temporada de lluvias. Tiene una longitud de 430 km. Nace por la confluencia de los ríos Baoulé y Bagoé, ambos provenientes de Costa de Marfil.